# 丹山夢
丹山夢（Danedream，2008年5月7日－2023年8月31日）是德國競賽馬匹、繁殖雌馬。生涯戰績為7-0-4-5。代表勝場為在2011年以破紀錄時間奪得凱旋門大賽冠軍，為繼1975年魅力之星（Star Appeal）後史上第2匹德國馬在該賽事奪冠。其餘一級賽勝場包括2011年德國柏林大賽（Großer Preis von Berlin）、2011年至2012年德國巴登大賽（Großer Preis von Baden）二連霸、2012年英皇佐治六世及皇后伊利沙伯錦標。2013年引退後成為繁殖雌馬。2020年12月引入日本，2021年起成為社台牧場的繁殖雌馬。2023年于社台牧场去世。

## 外部連結
- 凱旋門大賽，丹山夢屢破紀錄 （页面存档备份，存于） - flameracing

1. ↑  .   [2023-11-30]. （原始内容存档于2023-12-02）.